# Marco Friedl
Marco Friedl (* 16. März 1998 in Kirchbichl) ist ein österreichischer Fußballspieler. Er wechselte bereits als Zehnjähriger nach Deutschland zum FC Bayern München und steht seit 2018 bei Werder Bremen unter Vertrag. Friedl durchlief sämtliche Nachwuchs-Nationalmannschaften des ÖFB.

## Leben
Marco Friedl wuchs in Kirchbichl im Bezirk Kufstein auf. Dort besuchte er die Volks- und Haupt- und anschließend die Handelsschule in Wörgl.

## Karriere

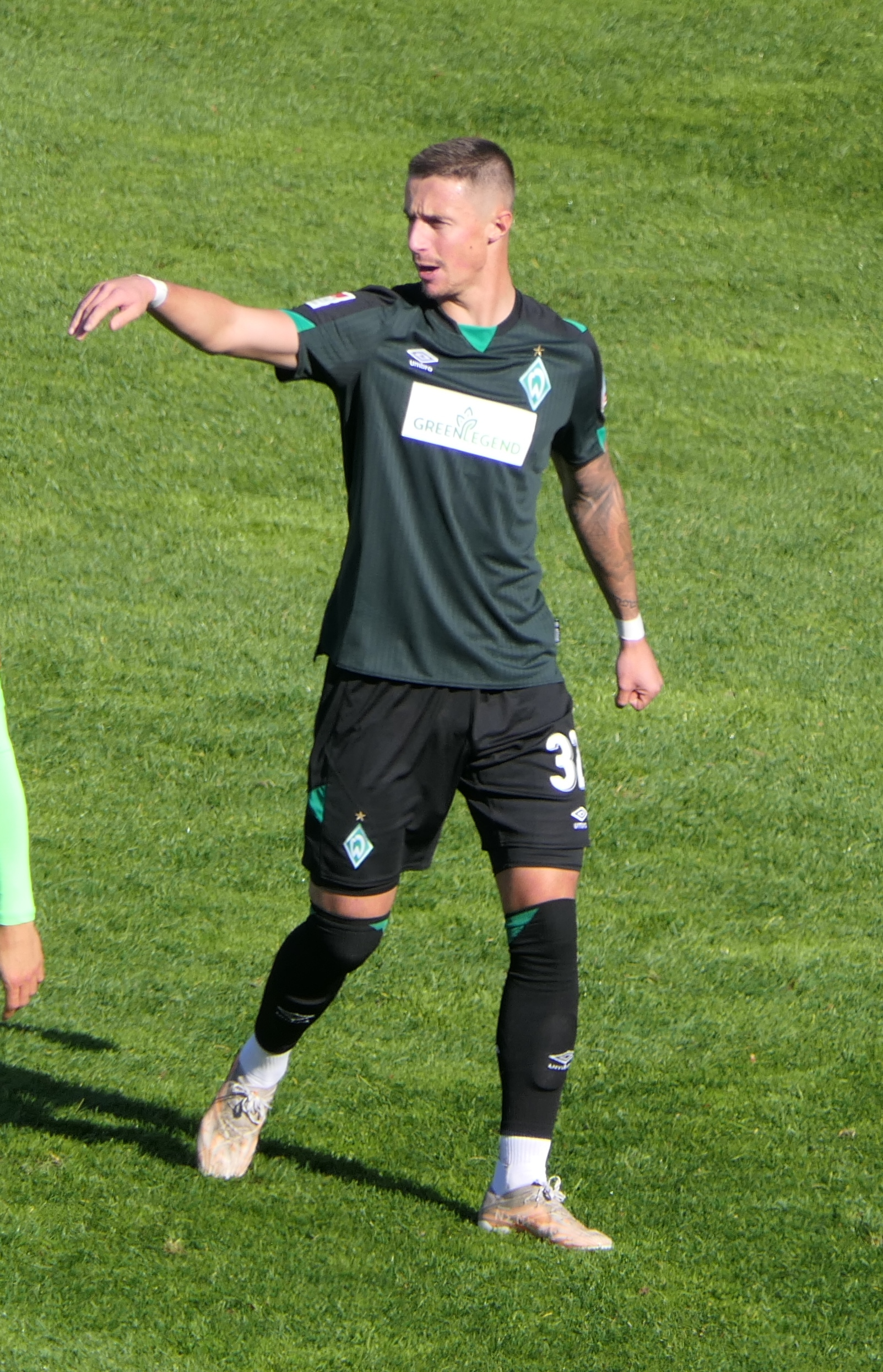
Marco Friedl
im Trikot des SV Werder Bremen 2021

### Vereine

#### Anfänge
Friedl begann seine Fußballkarriere beim heimischen SV Kirchbichl. Dort spielte er regelmäßig in Mannschaften der höheren Altersstufen und wurde regelmäßig Torschützenkönig. 2007 wechselte er zum FC Kufstein. Nach dem Abschluss der Volksschule wechselte er schließlich im Sommer 2008 nach Deutschland in die Nachwuchsabteilung des FC Bayern München und pendelte jeweils knapp 100 Kilometer zwischen seiner österreichischen Heimat und München. Anfangs noch als Stürmer eingesetzt, agiert er seit der B-Jugend (U17) vornehmlich als linker Außen- oder als Innenverteidiger. In der Saison 2015/16 kam er als A-Jugendlicher bereits zu seinen ersten vier Einsätzen für die zweite Mannschaft des FC Bayern in der viertklassigen Regionalliga Bayern.

#### Profi beim FC Bayern München
Im Jahre 2016 reiste er unter Trainer Pep Guardiola mit den Profis ins Trainingslager nach Doha und wurde beim anschließenden Test gegen den Karlsruher SC das erste Mal eingesetzt. Er wurde auch für die Champions League nominiert. Am 28. Jänner 2017 stand Friedl beim Bundesligaspiel gegen Werder Bremen im Spieltagskader, wurde jedoch beim 2:1-Auswärtssieg des FC Bayern nicht eingewechselt.
Zur Saison 2017/18 rückte Friedl fest in den Kader der ersten Mannschaft auf. Spielpraxis sammelte er jedoch hauptsächlich in der zweiten Mannschaft in der Regionalliga Bayern. Bedingt durch die Ausfälle von David Alaba und Rafinha gab Friedl am 22. November 2017 sein Pflichtspieldebüt für die erste Mannschaft des FC Bayern in der Gruppenphase der Champions League beim 2:1-Auswärtssieg beim RSC Anderlecht. Von Trainer Jupp Heynckes wurde er in der Startformation aufgeboten. Am 25. November 2017 wurde Friedl im Bundesligaspiel gegen Borussia Mönchengladbach zur Halbzeit für den verletzten James Rodríguez eingewechselt und kam damit zu seinem ersten Bundesligaspiel.

#### Werder Bremen
Ende Jänner 2018 wurde Friedl zunächst für eineinhalb Jahre von Bayern München an den Ligakonkurrenten Werder Bremen verliehen, um Spielpraxis zu sammeln.  Bis zum Ende der Saison 2017/18 kam er auf neun Bundesligaeinsätze. Zudem kam er einmal in der zweiten Mannschaft in der 3. Liga zum Einsatz. In der Saison 2018/19 kam Friedl zu sieben Bundesligaeinsätzen sowie zu zwei Einsätzen im DFB-Pokal. Zur Saison 2019/20 erwarb Werder Bremen schließlich auch die Transferrechte an Friedl. Beim 2:2 gegen Borussia Dortmund am 6. Spieltag der Saison 2019/20 erzielte er per Kopf seinen ersten Pflichtspieltreffer für Werder Bremen.
Zur Saison 2022/23 wurde Friedl zum neuen Mannschaftskapitän der Werderaner gewählt.
Im April 2025 verlängerte Friedl vorzeitig über die Saison 2025/26 hinaus.

### Nationalmannschaft
Friedl durchlief seit der U15-Nationalmannschaft alle Altersklassen der Nachwuchsnationalmannschaften. Unter Trainer Rupert Marko kam er 2016 in neun Länderspielen der U19-Nationalmannschaft zum Einsatz. 2017 rückte er unter Trainer Werner Gregoritsch in die U21-Nationalmannschaft auf. Dabei legte er bei seinem Debüt am 8. Juni 2017 gegen Gibraltar im Rahmen der Qualifikation zur U21-Europameisterschaft 2019 bereits in der 6. Spielminute mit seinem Treffer zum 1:0 den Grundstein zum 3:0-Erfolg.
Im Oktober 2019 wurde er als Ersatz für den angeschlagenen David Alaba erstmals für die A-Nationalmannschaft nominiert. Im Oktober 2020 debütiert er schließlich im Nationalteam, als er in einem Testspiel gegen Griechenland in der Startelf stand. Im Mai 2021 wurde er in den vorläufigen Kader Österreichs für die EM 2021 berufen und schaffte es schlussendlich auch in den endgültigen Kader, mit dem er bis zum Achtelfinale kam. Während des Turniers kam er allerdings nicht zum Einsatz.

## Erfolge
- Meister der Staffel Süd/Südwest der A-Junioren-Bundesliga: 2017
- Deutscher Meister 2018 (mit dem FC Bayern München)
- Aufstieg in die Bundesliga: 2022 (mit Werder Bremen)